# Eduardo Frei Ruiz-Tagle
Eduardo Frei Ruiz-Tagle   (Santiago de Xile, 24 de juny de 1942) és un polític democratacristià xilè, fill del president Eduardo Frei Montalva. Va ser president del seu país en el període 1994 - 2000 i president del Senat des del 2006 al 2008. El seu mandat presidencial es va caracteritzar per les millores en les relacions internacionals i en l'àmbit econòmic i social, iniciant les negociacions que després portarien a la firma de tractats del lliure comerç amb els Estats Units, la Xina i la Unió Europea en el Govern posterior va modernitzar i va fer créixer l'economia xilena; va fer avanços en infraestructures; desenvolupament de la reforma educativa i de la reforma processal penal.